# Улица Курчатова (Челябинск)
У́лица Курча́това — одна из жилых улиц в центре Челябинска, получила своё современное название в 1980 году (согласно решению Челябинского Горисполкома №380-2 от 1 октября) в честь знаменитого академика Игоря Васильевича Курчатова, разработчика советской атомной бомбы и основателя атомной электроэнергетики, родившегося и трудившегося в Челябинской области. Ранее улица носила название «Окружная», до конца 1960-х годов по всей её протяжённости тогда проходила железнодорожная Архиповская ветка на мельзавод.

## Расположение

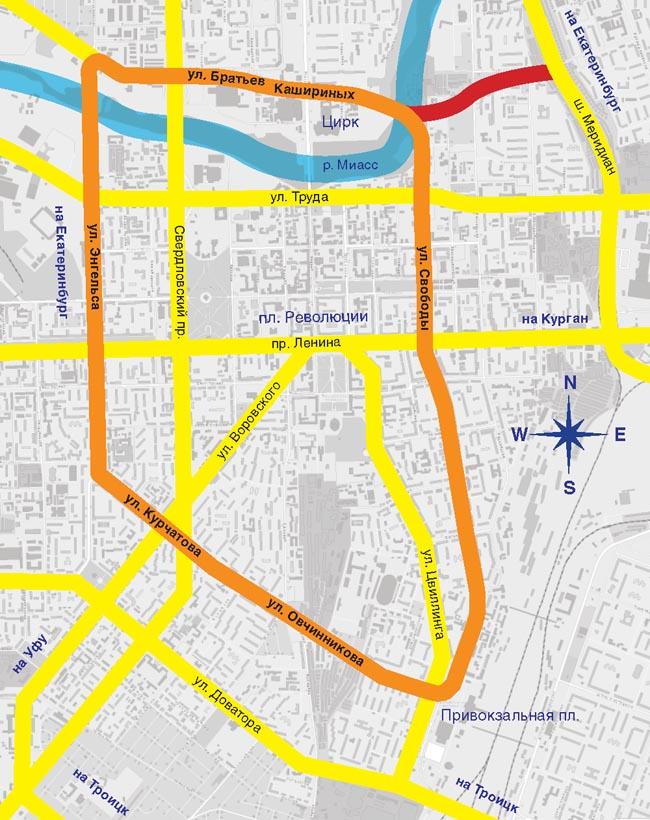
Внутреннее транспортное кольцо на схеме центра Челябинска

Улица идёт с юго-востока на северо-запад, начинается в конце улицы Овчинникова от перекрёстка улиц Елькина и Шаумяна, заканчивается на перекрёстке с улицей Энгельса. Административно улица располагается в двух районах Челябинска — Советском (до перекрёстка Свердловского проспекта и улицы Воровского, именующимся площадью Свердлова) и Центральном (далее от улицы Воровского до улицы Энгельса). Улица проходит в 500 метрах севернее параллельной ей магистральной улице Доватора.

## Транспорт

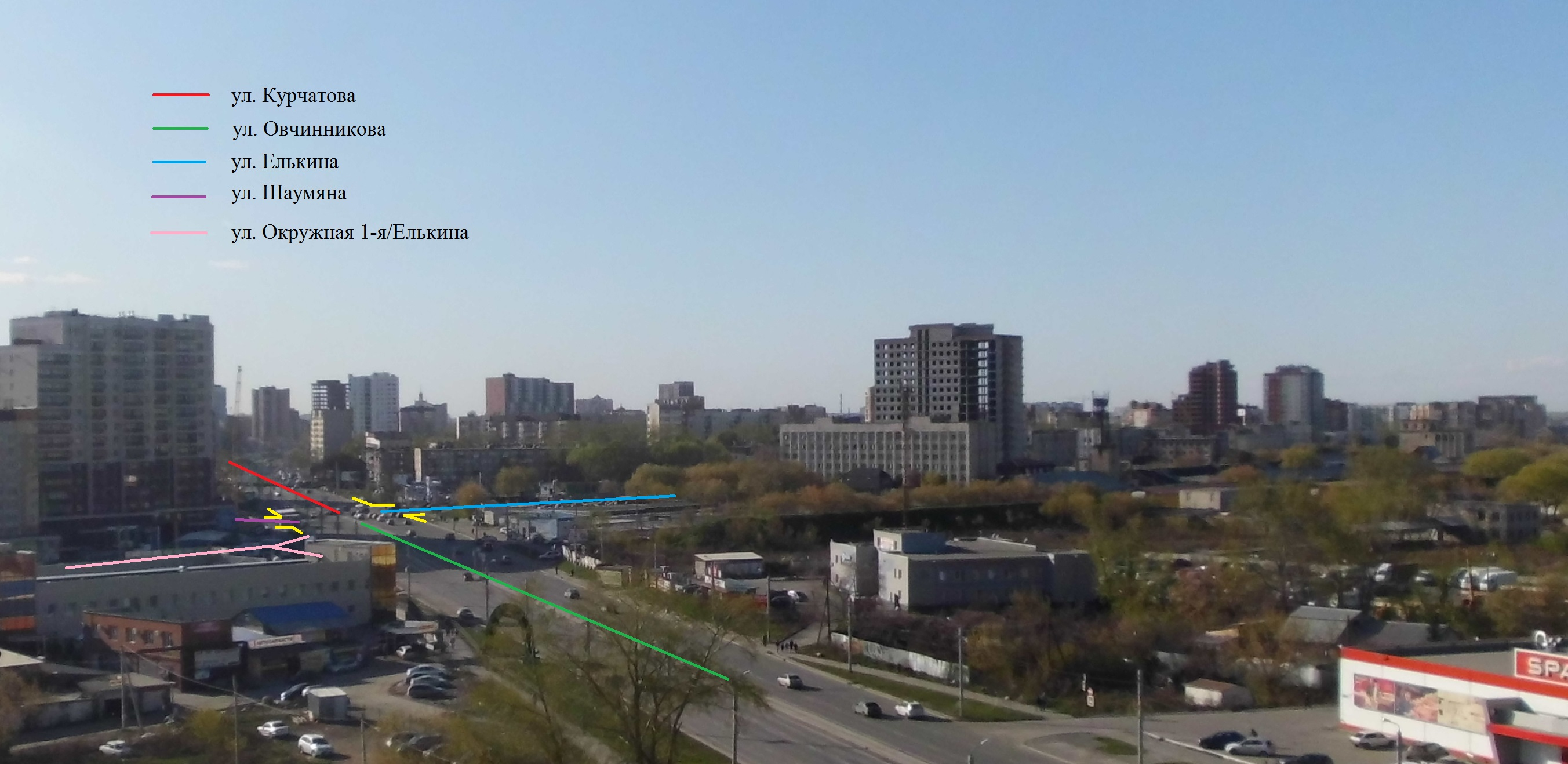
Переход ул. Курчатова на ул. Овчинникова. 2014-2016 гг.

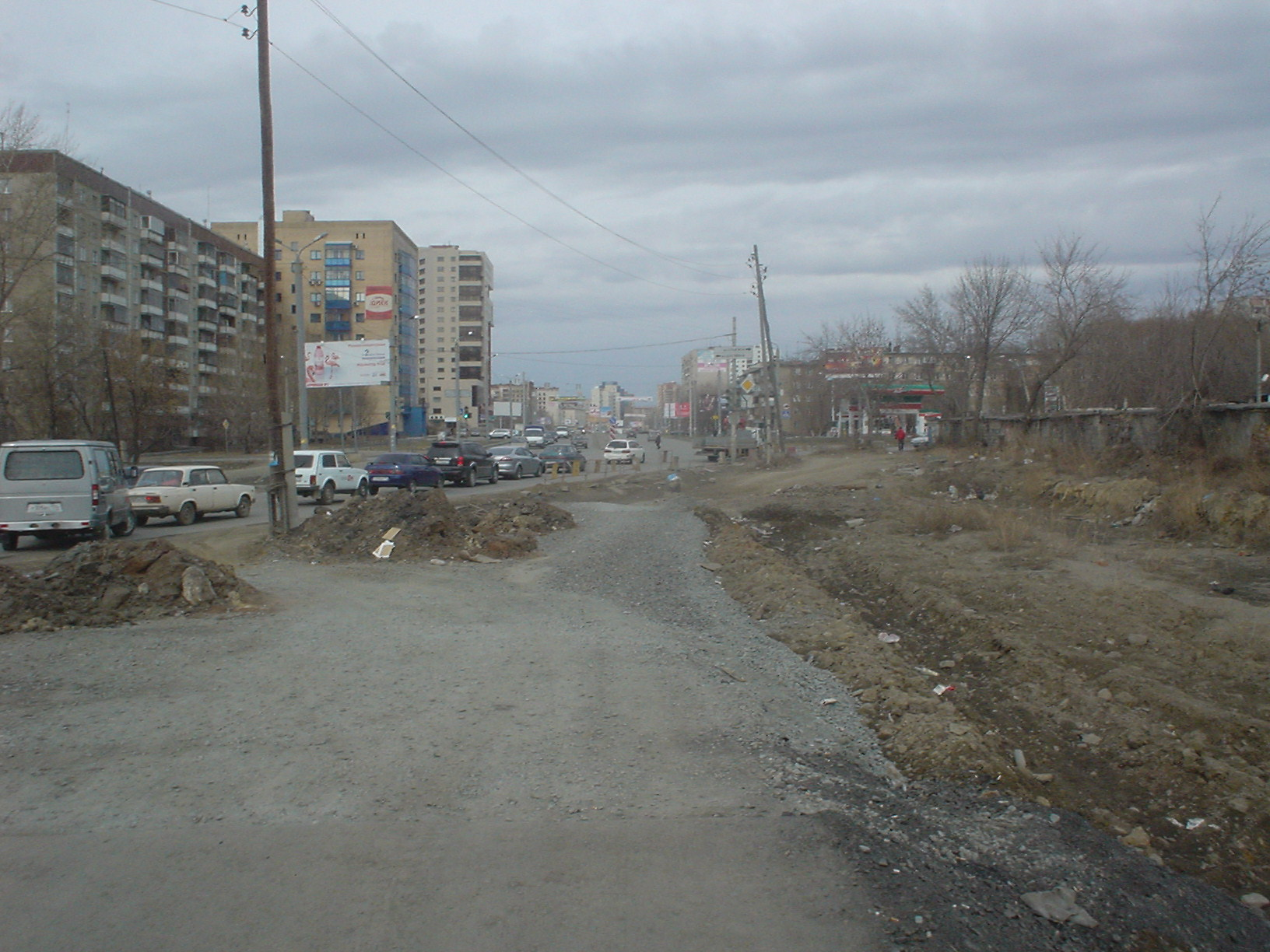
Вид начала улицы Курчатова в сторону запада. На переднем плане строительство примыкания к улице Овчинникова. 2010 г.

Улица в перспективе будет играть важную роль в транспортной сети города, поскольку по ней проходит трасса строящегося внутреннего транспортного кольца вокруг центра Челябинска.
В 1998-2007 годах улица была реконструирована, ранее на участке от Свердловского проспекта до улицы Елькина здесь проходила только внутриквартальная грунтовая дорога.
В 2010-2011 годах завершено строительства улицы Овчинникова, являющейся продолжением улицы Курчатова, что сделало возможным сквозное движение до Привокзальной площади Челябинска.
.